# Nodambichilina
Nodambichilina is een geslacht van uitgestorven kreeftachtigen uit de klasse van de Ostracoda (mosselkreeftjes).

## Soort
- Nodambichilina symmetrica (Ulrich, 1894) Swain & Cornell, 1961 †